# James M. Wilson junior

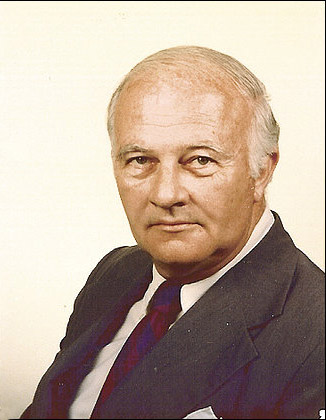
James M. Wilson, Jr.

James „Jim“ Morrison Wilson, Jr. (* 8. Juli 1918 in Mokansan, Sanmen, Republik China; † 25. November 2009) war ein US-amerikanischer Diplomat, der unter anderem zwischen 1976 und 1977 erster Assistant Secretary of State for Human Rights and Humanitarian Affairs war.

## Leben

### Studium, Zweiter Weltkrieg und Mitarbeiter des Verteidigungsministeriums
Wilson wuchs als Sohn von Missionaren in China auf und besuchte die Amerikanischen Schule in Hangzhou und Shanghai. Nach seiner Rückkehr in die USA nahm er 1935 ein grundständiges Studium am Swarthmore College auf, das er 1939 mit einem Bachelor of Arts (B.A.) abschloss. Danach begann er ein postgraduales Studium am Hochschulinstitut für internationale Studien und Entwicklung in Genf. Nach seiner Rückkehr studierte er an der Fletcher School of Law and Diplomacy, welches er mit einem Master of Arts (M.A.) abschloss. Danach arbeitete er kurze Zeit als Reporter bei der in Louisville erscheinenden Tageszeitung The Courier-Journal und trat der Nationalgarde von Kentucky bei.
Während des Zweiten Weltkrieges Militärdienst in der US Army und wurde als Angehöriger des 31. Infanterieregiments auf den Philippinen sowie während des Pazifikkrieges eingesetzt. Nach einer Offiziersausbildung an der US Army Field Artillery School in Fort Sill nahm er als Angehöriger der 3rd Infantry Division im November 1942 an der Operation Torch teil, der alliierten Invasion in Französisch-Nordafrika, sowie von Juli bis August 1943 an der Operation Husky, der Landung auf Sizilien. Anschließend war er bis 1946 Aide-de-camp von Generalmajor Lucian K. Truscott, der zunächst Kommandeur der 3rd Infantry Division und danach Kommandierender General des VI Corps war.
Nach Kriegsende folgte ein postgraduales Studium der Rechtswissenschaften an der Law School der Harvard University, das er 1948 abschloss. Nach einer kurzzeitigen Tätigkeit als Rechtsanwalt in Washington, D.C. arbeitete er zwischen 1948 und 1951 in der Grundsatzabteilung des Stabes der US Air Force und war danach von 1951 bis 1952 Vertreter des Luftwaffenministeriums (US Department of the Air Force) in Frankreich. Daran schloss sich zwischen 1953 und 1954 eine Verwendung bei der US-Vertretung bei der NATO und den Regionalorganisationen in Europa USRO (US Mission to NATO and European Regional Organizations) in Paris an. Nach seiner Rückkehr in die USA war er von 1955 bis Frühjahr 1957 Leiter des Referats für Militärrechte und internationale Sicherheitsangelegenheiten im US-Verteidigungsministerium, wo er sich mit der Frage von Raketenstationierungen in der Türkei und Abkommen zur Einrichtung von Militärstützpunkten befasste.

### Diplomat undAssistant Secretary of State
Im Frühjahr 1957 wechselte Wilson in den diplomatischen Dienst des US-Außenministeriums und war dort bis 1961 Mitarbeiter im Referat für gegenseitige Sicherheitskoordination (Office of Mutual Security Coordination), welches Douglas Dillon unterstand, der zunächst stellvertretender Unterstaatssekretär für Wirtschaftsangelegenheiten (Deputy Under Secretary of State for Economic Affairs), danach (Under Secretary of State for Economic Affairs) sowie zuletzt von Juni 1959 bis Januar 1961 als United States Under Secretary of State Vize-Außenminister war. 1961 wurde er Botschaftsrat für Wirtschaftsangelegenheiten an der Botschaft in Spanien und blieb dort als einer der engsten Mitarbeiter von Botschafter Robert F. Woodward bis 1964.
1964 wurde Wilson Ständiger Vertreter und damit Stellvertreter des US-Botschafters in Thailand, Graham Martin, und war in dieser Funktion bis 1966 zugleich auch stellvertretender Vertreter bei der SEATO. Daran schloss sich von 1966 bis 1970 eine Verwendung als Ständiger Vertreter des Botschafters auf den Philippinen an, wo er zunächst Stellvertreter von William McCormick Blair, Jr., danach von G. Mennen Williams sowie zuletzt von Henry A. Byroade. Zwischenzeitlich fungierte er dort von Oktober 1967 bis Juni 1968 sowie erneut von April bis August 1969 als Geschäftsträger. Nach seiner Rückkehr fungierte er zwischen 1970 und 1972 als stellvertretender Leiter des Referats für Ostasien und Pazifik und damit als Stellvertreter von Assistant Secretary of State for East Asian and Pacific Affairs Marshall Green. Daran schloss sich von 1972 bis 1974 eine Verwendung im Weißen Haus an, wo er für Leiter der Arbeitsgruppe für das UN-Treuhandgebiet Mikronesien zuständig war.
Ende 1974 wurde Wilson vom damaligen Generaldirektor des auswärtigen Dienstes Nathaniel Davis mit dem Aufbau eines neuen Referats betraut, dem Referat für Flüchtlinge, vermisste Militärangehörige und Menschenrechte. Als solcher wurde er schließlich am 29. November 1976 erster Leiter des Referats für Menschenrechte und humanitäre Angelegenheiten des Außenministeriums (Assistant Secretary of State for Human Rights and Humanitarian Affairs) und bekleidete diesen Posten bis zum 28. April 1977, woraufhin Patricia M. Derian am 17. August 1977 seine Nachfolgerin wurde. Zuletzt fungierte er von 1977 bis zu seinem Eintritt in den Ruhestand 1978 als Inspekteur des auswärtigen Dienstes (Foreign Service Inspector).